# 바르샤바현

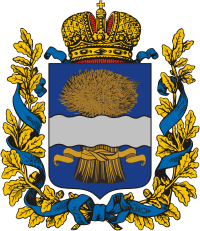
바르샤바현의 문장

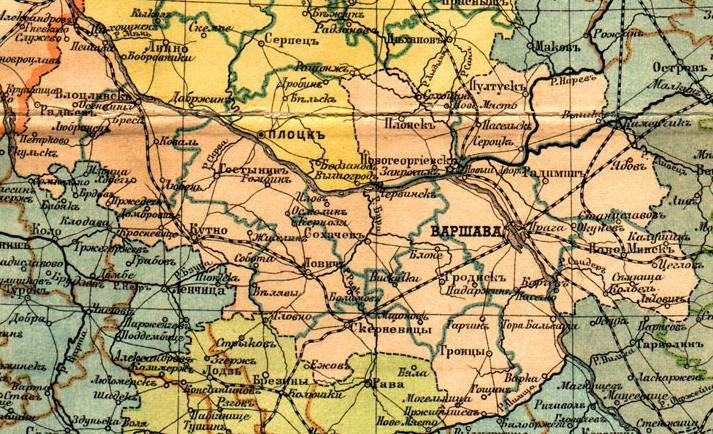
바르샤바현의 지도

바르샤바현(폴란드어: Gubernia warszawska, 러시아어: Варшавская губерния)은 1844년부터 1917년까지 존재했던 러시아 제국의 폴란드 입헌왕국의 현으로 현도는 바르샤바이며 면적은 15,359km2, 인구는 1,983,689명(1897년 당시 기준)이다. 1844년 마조프셰현, 칼리시현을 합병하면서 신설되었으며 1867년 피오트르쿠프현, 시에들체현, 칼리시현이 바르샤바현에서 분리되어 신설되었다.